# Villa Gabbianelli
Villa Gabbianelli, già Barbaro, Negri, Zampieri, Dall'Aglio, Sardi, Pattaro, Padovan è una villa veneta sita a Lughignano di Casale sul Sile, in provincia di Treviso.
Rappresenta uno dei pochissimi esempi di villa quattrocentesca ancora ben conservati, nonché una delle più antiche testimonianze del genere lungo il fiume Sile.

## Storia
Secondo una tradizione, la villa fu realizzata attorno al 1490 dalla celebre Caterina Cornaro come dono di nozze per la sua damigella Fiammetta, andata in sposa a Floriano dei Floriani di Montagnana. Si possono in effetti notare delle vicinanze con il coevo barco della Regina Cornaro di Altivole.
Tuttavia, il primo proprietario attestato, nel 1648, è Pietro Alvise Barbaro. La più antica raffigurazione nota è invece del Settecento e mostra la casa padronale affiancata sul lato ovest da una barchessa.
Nel periodo fra le due guerre mondiali l'edificio cadde in un grave stato di abbandono. Nel 1935 l'allora proprietario Andrea Pattaro, noto fotografo trevigiano, lo vendette ai Padovan, una famiglia contadina del luogo che lo destinò a deposito agricolo. Nel 1967, grazie all'interessamento di Giuseppe Mazzotti, la villa fu ceduta all'ingegnere milanese Enrico Gabbianelli prima che i Padovan procedessero a demolirla.

## Edificio
La costruzione, che dal punto di vista volumetrico costituisce un cubo, si caratterizza per uno stile di transizione tra il gotico e il rinascimentale. Pur trovandosi in campagna, essa riprende lo schema tipico del palazzo veneziano, con portico al piano terra (un riferimento ai fondaci) e mezzanino tra i primi due livelli.
La caratteristica fondamentale del fronte principale (quello rivolto a nordovest, verso il fiume) è la sua completa asimmetria: i cinque archi del portico al piano terra sono spostati verso destra; al piano superiore la distanza fra le aperture è diseguale, mentre l'asse verticale (che non è nel mezzo) coincide con la colonna centrale della quadrifora al primo piano e con il vuoto dell'arcata centrale al piano terra. Non esiste, evidentemente, un ordine verticale e, quindi, l'architettura della villa va letta orizzontalmente, con i tre livelli indipendenti l'uno dall'altro.
Dunque, gli elementi principali della facciata principale sono il portico del piano terra e la quadrifora sovrastante. Il portico è costituito, come già accennato, da cinque archi a tutto sesto sostenute da quattro colonne in marmo rosso con capitelli finemente lavorati e, alle estremità, da due semicolonne addossate ad ampie spalle murarie che si estendono sino agli spigoli dell'edificio. L'interno è coperto da un solaio monordito in travi di legno, sotto il quale, su tutti e quattro i lati, si sviluppa un affresco: una fascia prevalentemente rossa sulla quale sono raffigurate sirene che reggono crani di bue. Sulla parete di fondo si apre il portale d'accesso agli interni, centinato con cornice in pietra. Dal portico si scende, attraverso alcuni gradini, nel giardino il quale degrada leggermente verso il Sile. 
La quadrifora è invece formata da quattro strette aperture centinate che danno su un poggiolo in pietra a colonnine poggiante su cinque mensole elaborate; è affiancata sia a destra che a sinistra da una coppia di finestre uguali, ciascuna intervallata da uno stemma lapideo.
Il fronte retrostante (verso sudest) non presenta il portico, ma un grande portale ad arco a tutto sesto. Viene invece riproposta la quadrifora, in questo caso sovrastata da uno stemma in pietra. Caratteristica che lo accomuna alla facciata laterale di nordest è la presenza di alcune piccole finestre per l'illuminazione il mezzanino. Evidente è la posizione dei caminetti, indicati da canne fumarie sporgenti sulle due facciate laterali.
Su tre facciate sono presenti delle tracce di affresco, restaurate alla metà degli anni 1960 da Clauco Benito Tiozzo.
L'esterno è concluso da una cornice dentellata su cui si imposta il tetto a quattro falde.
Per quanto riguarda l'organizzazione degli interni, l'edificio, a pianta rettangolare, riprende la struttura dei palazzi veneziani con salone passante affiancato da stanze laterali. Il salone è a "T" per la presenza dell'ingresso secondario, posto di fronte a una scala a doppia rampa per l'accesso ai piani superiori; un fregio dipinto posto al di sotto del soffitto a travi contribuisce a riunire i tre bracci creando un unico ambiente, una sorta di anticipazione della crociera presente in alcune ville del tardo Rinascimento.
Anche l'interno, quindi, si caratterizza per la presenza di decorazioni pittoriche, sia parietali (recuperate rimuovendo la calce che le ricopriva) sia sulle travature dei soffitti.